# Jaguar XJ (XJ40)
Jaguar XJ40 je luxusní sedan britského výrobce Jaguar Cars, byl představen v říjnu 1986. XJ40 je kódové označení výrobce, ale je běžně používáno pro odlišení modelu od ostatních generací XJ. Jeho design s výraznými hranami se vymyká pojetí předchozích i následujících. Přední světlomety byly buď čtyři oddělené kruhové, nebo dva obdélníkové.
XJ40 byl dvakrát modifikován, a to v letech 1990 a 1993, kdy byla nabídka rozšířena o motor V12.

## Vývoj
Práce na projektu XJ40 byly zahájeny už v roce 1972, původně se plánovalo spuštění sériové výroby v roce 1978. Byly vytvořeny různé návrhy, v této fázi se designéři snažili o velkou podobnost s právě dokončovaným XJ-S. Práce na alternativních variantách ale celý vývoj zbrzdily. Vedení automobilky totiž plánovalo pro nový model dvojnásobný roční objem produkce, a proto byla koncepci a designu vozu věnována velká pozornost. Výkonný ředitel Jaguaru Geoffrey Robinson proto oslovil italská designérská studia Bertone, Ital Design a Pininfarina, současně s tím byla rozpracována verze s karoserií typu liftback, jako má např. Rover SD1.
Ke konstruktivnímu posunu došlo až roku 1977. Koncern British Leyland, pod který Jaguar v té době spadal, nechal vypracovat průzkum mezi zákazníky na klíčových trzích. Výstupem bylo zjištění, že potenciální klientela je spíše konzervativní a od nového Jaguaru očekává inovativní přístup, avšak v rámci tradčního pojetí. Další práce postupovaly pomalu, s vědomím, že původní XJ se dočká ještě jedné modernizace označované jako 3. série, nicméně už byl stanovený jasný směr dalšího postupu. V červnu 1980 byl stanoven konečný termín dokončení na rok 1984. Tvary vnějšího designu se v té době až na detaily shodovaly se sériovou verzí, ale testy s prvními prototypy ukázaly, že přepracovaná platforma XJ neposkytuje XJ40 předpokládané jízdní vlastnosti. Vývoj zcela nové platformy tedy oddálil představení o další dva roky.

### Zabudování vidlicového motoru
Mnoho internetových stránek (např.) zmiňuje, že motorový prostor byl navržen tak, aby do něj nebylo možné zabudovat motor Rover V8. Tato teze nebyla nikdy oficiálně potvrzena ani vyvrácena, zřejmě se však nezakládá na pravdě. Hovoří proti ni několik důvodů:
- Jaguar byl od roku 1984 nezávislou společností, takže nehrozilo, že se bude muset podrobit rozhodnutí koncernu British Leyland.[1]
- motor AJ6, který pohání XJ40, je řadový šestiválec skolněný pod úhlem 22°. Takové řešení se co do nároku na šířku příliš neliší od vidlicového motoru.
- podle vyjádření jednoho z lidí podílejících se na vývoji byla vedení British Leyland tato informace předána, ačkoliv se nezakládala na pravdě. Vedení tento fakt akceptovalo a nepokoušelo se ho ani ověřit ani navrhnout změnu.[1]
- rozšíření nabídky o motor V12 bylo původně zamýšleno jako součást modernizace z roku 1990.[1] V takovém případě je téměř vyloučené, aby do stejného auta nebylo možné zabudovat motor V8.

Přesto má tato teze svoje opodstatnění - v dobovém kontextu první poloviny osmdesátých není výroba objemných motorů samozřejmou aspirací výrobců automobilů.

## Design
Pro design Jaguaru XJ40 jsou charakteristické výrazné hrany se zaoblenými rohy. Přední nárazník je gumový s pochromovanou vrchní plochou. V nárazníku jsou zepředu v rozích umístěna směrová a obrysová světla, zboku odrazky, zespodu mohou být k nárazníku připevněny mlhovky. Nad nárazníkem se nachází maska chladiče a přední světla. Maska je pochromovaná, vyrobená ze slitiny. Má mírně negativní sklon. Přední světla jsou buď dvě dvojice kruhových, nebo dvě obdélníková. Kapota, která je upevněná vpředu, má čtyři prolisy. Čelní sklo stírá jeden stířač. Boční okna jsou orámovaná chromovanými lištami. Skla v bočních dveřích nejsou dělená, za zadními dveřmi se nachází ještě jedno malé okno. Zpětná zrcátka mají chromované tělo a jsou připevněná černým dílem k rohům předních bočních oken. Zadní část vozu se mírně snižuje směrem dozadu. Zadní světla jsou obdélníková, nárazník je proveden ve stejném stylu jako přední.

## První verze (1986-1990)
Modely vyráběné v letech 1986 až 1990 byly nabízeny v pěti modifikacích - Jaguar XJ6 s motory 2.9 a 3.6 litru a Jaguar Sovereign, Jaguar Vanden Plas (pouze v USA) a Daimler výhradně s motorem 3.6 litru.
Jaguar XJR byla speciální verze vyráběná od roku 1988 ve spolupráci s firmou TWR.

## Druhá verze (1990-1993)
V roce 1990 byla zahájena výroba modernizované verze. Byla představena v době, kdy Jaguar byl vlastněn koncernem Ford, nicméně převážná část vývoje proběhla ještě v období samostatné existence Jaguaru. Motor 2.9 litru byl vyřazen z nabídky bez přímé náhrady a motor 3.6 litru byl nahrazen dvěma odvozenými motory o objemech 3.2 a 4.0 litru. Od roku 1993 byla vyráběna verze s motorem V12 o výkonu 318 H.P. se čtyřstupňovou automatickou převodovkou GM 4L80E.

## Třetí verze (1993-1994)
Tato modernizace nebývá často rozeznávána od předchozí, ačkoliv pro to existují důvody. Současně s představením varianty poháněné dvanáctiválcem byl přepracován interiér, který vypadá stejně jako v nástupci X300. Nabídka byla rozšířena i o sportovní verze, speciální verzi Gold a karoserii s prodlouženým rozvorem označovanou názvem Majestic.